# فنسنت مون
فنسنت مون (بالفرنسية: Vincent Moon)‏ هو مخرج فرنسي، ولد في 25 أغسطس 1979 في باريس في فرنسا.

## وصلات خارجية
- الموقع الرسمي
- فنسنت مون على موقع IMDb (الإنجليزية)
- فنسنت مون على موقع ألو سيني (الفرنسية)
- فنسنت مون على موقع ميوزك برينز (الإنجليزية)
- فنسنت مون على موقع أول موفي (الإنجليزية)
- فنسنت مون على موقع ديسكوغز (الإنجليزية)
- فنسنت مون على موقع قاعدة بيانات الفيلم (الإنجليزية)
- فنسنت مون على موقع كينوبويسك (الروسية)